# WNBA Draft 2003
Der siebte WNBA Draft fand am 24. April 2003 in den NBA Entertainment Studios in Secaucus, New Jersey, Vereinigte Staaten, statt. Die Auswahlreihenfolge wurde bei einer Lotterie festgelegt.

## Der Draft 2003
Nach der Saison 2002 gaben die Besitzer der Miami Sol und Portland Fire bekannt, dass sie nicht länger das Team finanzieren wollten. Die WNBA fand keinen neuen Besitzer für das Team, weshalb die Spielerinnen am gleichen Tag des WNBA Drafts in einem Dispersal Draft von den anderen Teams der Liga ausgewählt werden konnten.
Somit fand am 24. April der WNBA Draft und ein Dispersal draft statt. Nachdem die Cleveland Rockers die Lotterie vor den Sacramento Monarchs gewannen, hatten die Rockers das Recht die erste Spielerin auszuwählen. Die Rockers entschieden sich für LaToya Thomas von der Mississippi State University. Die Monarchs wählten an der zweiten Stelle Chantelle Anderson von der Vanderbilt University.
Insgesamt sicherten sich die 14 Franchises die Rechte an 42 Spielerinnen. Den Hauptanteil mit 39 Spielerinnen stellten die Vereinigten Staaten.
Ab dieser Saison gab es im WNBA Draft erstmals nur mehr drei Drafrunden und nicht wie bisher vier.

## Dispersal Draft
|    | Spielerin                     | Nationalität       | WNBA-Team                | vorheriges WNBA-Team |
| -- | ----------------------------- | ------------------ | ------------------------ | -------------------- |
| 1  | Ruth Riley (C)                | Vereinigte Staaten | Detroit Shock            | Miami Sol            |
| 2  | Sheri Sam (F/G)               | Vereinigte Staaten | Minnesota Lynx           | Miami Sol            |
| 3  | Betty Lennox (G)              | Vereinigte Staaten | Cleveland Rockers        | Miami Sol            |
| 4  | Tamicha Jackson (G)           | Vereinigte Staaten | Phoenix Mercury          | Portland Fire        |
| 5  | DeMya Walker (F)              | Vereinigte Staaten | Sacramento Monarchs      | Portland Fire        |
| 6  | Debbie Black (G)              | Vereinigte Staaten | Connecticut Sun          | Miami Sol            |
| 7  | Sylvia Crawley (C)            | Vereinigte Staaten | Indiana Fever            | Portland Fire        |
| 8  | Jenny Mowe (C)                | Vereinigte Staaten | Washington Mystics       | Portland Fire        |
| 9  | Alisa Burras (F)              | Vereinigte Staaten | Seattle Storm            | Portland Fire        |
| 10 | Pollyanna Johns Kimbrough (F) | Vereinigte Staaten | Charlotte Sting          | Miami Sol            |
| 11 | Elena Baranova (F)            | Russland           | New York Liberty         | Miami Sol            |
| 12 | LaQuanda Barksdale (G/F)      | Vereinigte Staaten | San Antonio Silver Stars | Portland Fire        |
| 13 | Ukari Figgs (G)               | Vereinigte Staaten | Houston Comets           | Portland Fire        |
| 14 | Jackie Stiles (G)             | Vereinigte Staaten | Los Angeles Sparks       | Portland Fire        |

## WNBA Draft

### Runde 1
| Pick | Spielerin              | Nationalität       | WNBA-Team                | College/Junior/Klub-Team                    |
| ---- | ---------------------- | ------------------ | ------------------------ | ------------------------------------------- |
| 1    | LaToya Thomas (F)      | Vereinigte Staaten | Cleveland Rockers        | Mississippi State University                |
| 2    | Chantelle Anderson (C) | Vereinigte Staaten | Sacramento Monarchs      | Vanderbilt University                       |
| 3    | Cheryl Ford (C)        | Vereinigte Staaten | Detroit Shock            | Louisiana Tech University                   |
| 4    | Plenette Pierson (F)   | Vereinigte Staaten | Phoenix Mercury          | Texas Tech University                       |
| 5    | Kara Lawson (G)        | Vereinigte Staaten | Detroit Shock            | University of Tennessee                     |
| 6    | Gwen Jackson (F)       | Vereinigte Staaten | Indiana Fever            | University of Tennessee                     |
| 7    | Aiysha Smith (C)       | Vereinigte Staaten | Washington Mystics       | LSU                                         |
| 8    | Jung Sun-min (C)       | Südkorea           | Seattle Storm            | Gwangju Sinsegye Coolcats (WKBL)            |
| 9    | Jocelyn Penn (F)       | Vereinigte Staaten | Charlotte Sting          | University of South Carolina                |
| 10   | Molly Creamer (G)      | Vereinigte Staaten | New York Liberty         | Bucknell University                         |
| 11   | Coretta Brown (G)      | Vereinigte Staaten | San Antonio Silver Stars | University of North Carolina at Chapel Hill |
| 12   | Allison Curtin (G)     | Vereinigte Staaten | Houston Comets           | University of Tulsa                         |

### Runde 2
| Pick | Spielerin            | Nationalität       | WNBA-Team                | College/Junior/Klub-Team            |
| ---- | -------------------- | ------------------ | ------------------------ | ----------------------------------- |
| 13   | Courtney Coleman (F) | Vereinigte Staaten | Connecticut Sun          | The Ohio State University           |
| 14   | Teresa Edwards (G)   | Vereinigte Staaten | Minnesota Lynx           | University of Georgia               |
| 15   | Jennifer Butler (C)  | Vereinigte Staaten | Cleveland Rockers        | University of Massachusetts Amherst |
| 16   | Petra Ujhelyi (F/C)  | Vereinigte Staaten | Phoenix Mercury          | University of South Carolina        |
| 17   | Erin Thorn (G)       | Vereinigte Staaten | New York Liberty         | Brigham Young University            |
| 18   | Jordan Adams (C)     | Vereinigte Staaten | Minnesota Lynx           | University of New Mexico            |
| 19   | Lori Nero (F/C)      | Vereinigte Staaten | Houston Comets           | University of Louisville            |
| 20   | DeTrina White (F)    | Vereinigte Staaten | Indiana Fever            | Louisiana State University          |
| 21   | Zuzana Zirkova (G)   | Slowakei           | Washington Mystics       | Slowakei                            |
| 22   | Suzy Batkovic (C)    | Australien         | Seattle Storm            | Valenciennes (Frankreich)           |
| 23   | Dana Cherry (G)      | Vereinigte Staaten | Charlotte Sting          | University of Arkansas              |
| 24   | Sonja Mallory (C)    | Vereinigte Staaten | New York Liberty         | Georgia Institute of Technology     |
| 25   | Ke-Ke Tardy (F)      | Vereinigte Staaten | San Antonio Silver Stars | Louisiana State University          |
| 26   | K.B. Sharp (G)       | Vereinigte Staaten | New York Liberty         | University of Cincinnati            |
| 27   | Schuye LaRue (F)     | Vereinigte Staaten | Los Angeles Sparks       | University of Virginia              |

### Runde 3
| Pick | Spielerin               | Nationalität       | WNBA-Team                | College/Junior/Klub-Team                    |
| ---- | ----------------------- | ------------------ | ------------------------ | ------------------------------------------- |
| 28   | Syreeta Bromfield (F)   | Vereinigte Staaten | Detroit Shock            | Michigan State University                   |
| 29   | Carla Bennett (C)       | Vereinigte Staaten | Minnesota Lynx           | Drake University                            |
| 30   | Shaquala Williams (G)   | Vereinigte Staaten | Cleveland Rockers        | University of Oregon                        |
| 31   | Telisha Quarles (G)     | Vereinigte Staaten | Phoenix Mercury          | University of Virginia                      |
| 32   | Trish Juhline (G)       | Vereinigte Staaten | Washington Mystics       | Villanova University                        |
| 33   | Marion Jones (G)        | Vereinigte Staaten | Phoenix Mercury          | University of North Carolina at Chapel Hill |
| 34   | Lindsey Wilson (G)      | Vereinigte Staaten | Connecticut Sun          | Iowa State University                       |
| 35   | Ashley McElhiney (G)    | Vereinigte Staaten | Indiana Fever            | Vanderbilt University                       |
| 36   | Tamara Bowie (F)        | Vereinigte Staaten | Washington Mystics       | Ball State University                       |
| 37   | Chrissy Floyd (G)       | Vereinigte Staaten | Seattle Storm            | Clemson University                          |
| 38   | Constance Jinks (G)     | Vereinigte Staaten | Houston Comets           | University of Nevada, Las Vegas             |
| 39   | Nicole Kaczmarski (G)   | Vereinigte Staaten | New York Liberty         | University of California, Los Angeles       |
| 40   | Brooke Armistead (G)    | Vereinigte Staaten | San Antonio Silver Stars | Austin Peay State University                |
| 41   | Oksana Rakhmatulina (G) | Russland           | Houston Comets           | Russland                                    |
| 42   | Mary Jo Noon (C)        | Vereinigte Staaten | Los Angeles Sparks       | Purdue University                           |